# August Ferdinand Hopfgarten

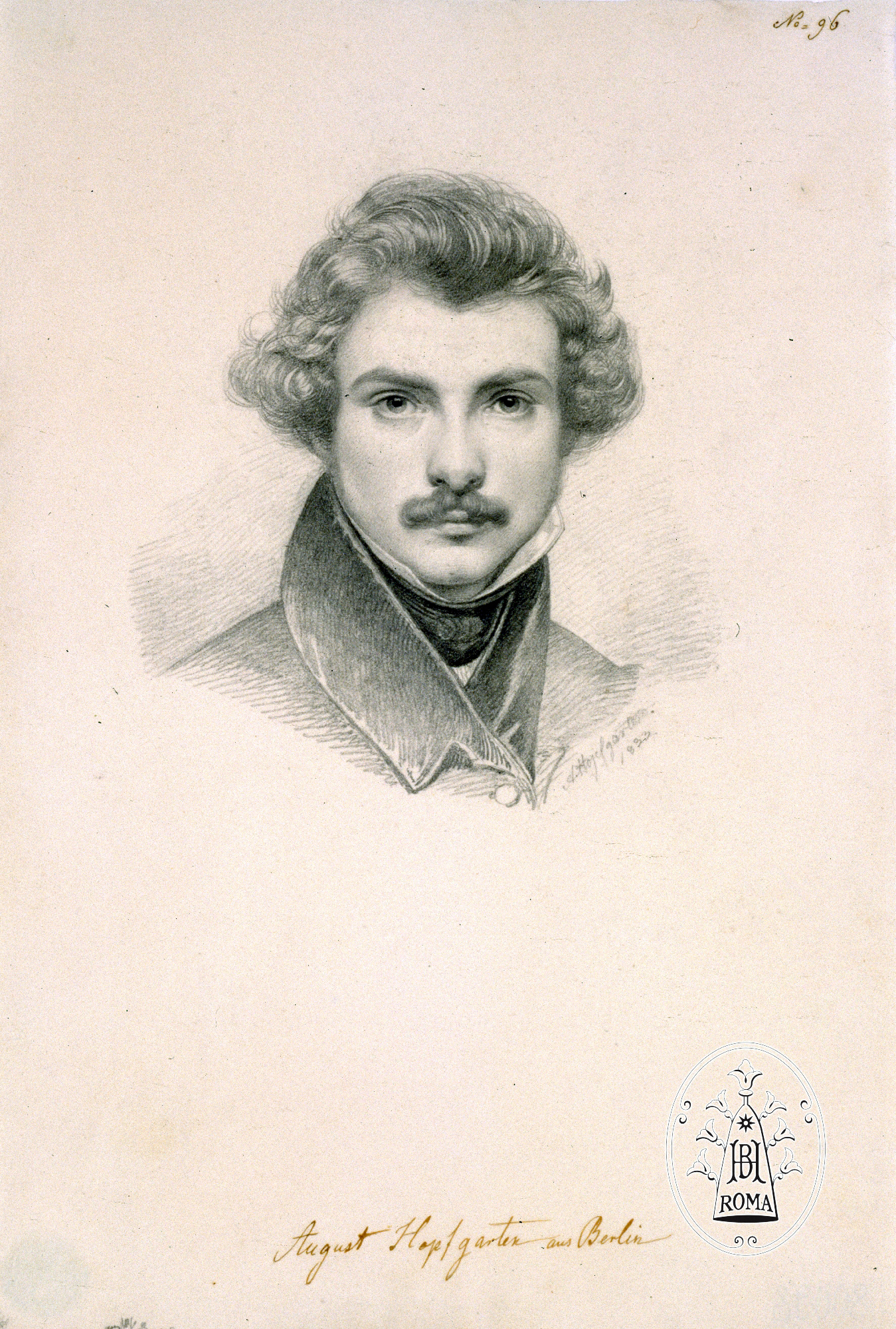
Selbstbildnis August Ferdinand Hopfgarten, Rom 1833

August Ferdinand Hopfgarten (* 17. März 1807 in Berlin; † 26. Juli 1896 ebenda) war ein deutscher Porträt-, Genre- und Fresko-Maler.

## Leben

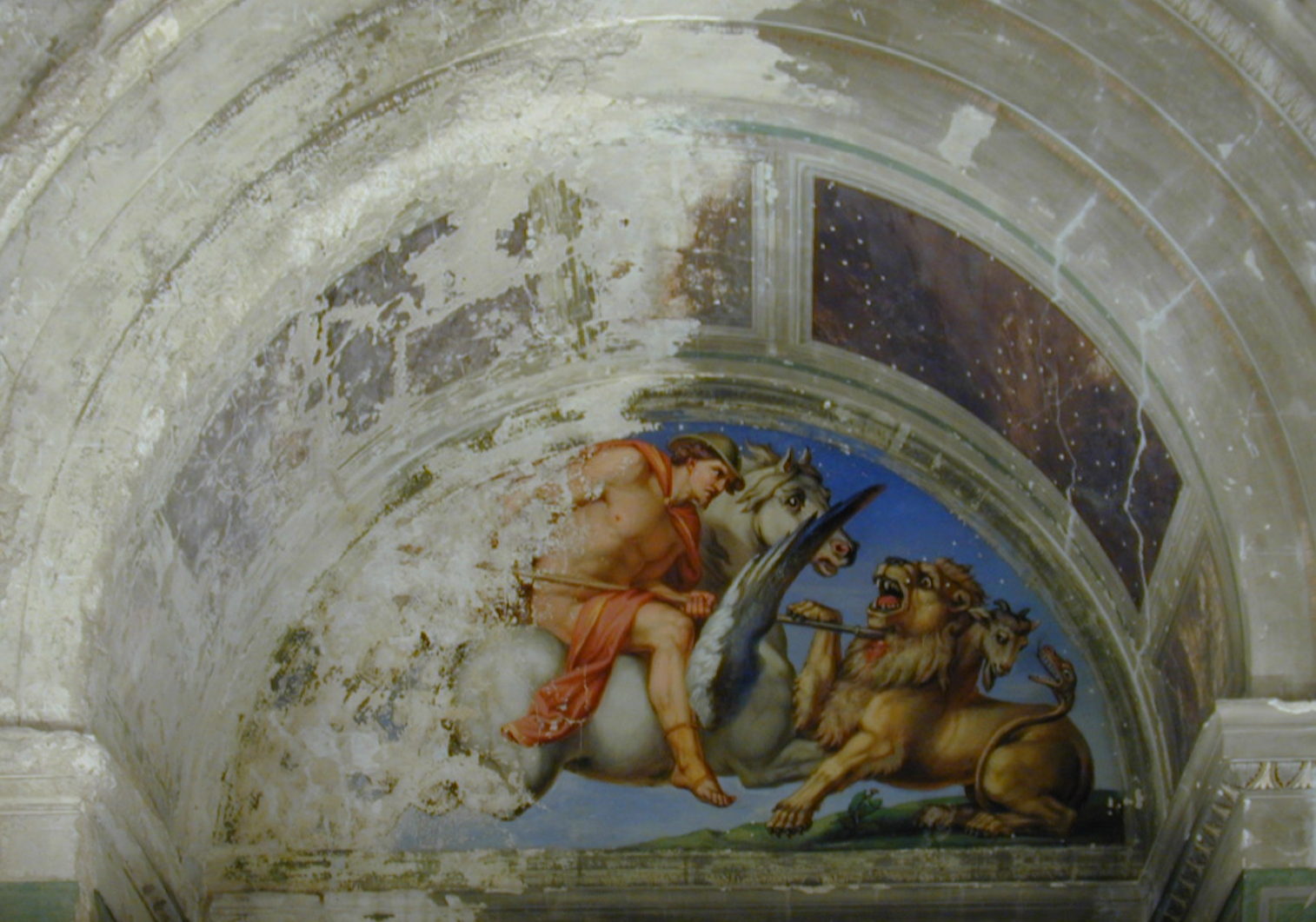
Bellerophon tötet die Chimära, Berlin Neues Museum, Nordkuppelsaal

August Ferdinand Hopfgarten studierte ab 1820 an der Berliner Akademie bei Heinrich Anton Dähling, Johann Gottfried Niedlich und Wilhelm Wach. Der Akademiepreis von 1825 ermöglichte ihm einen fünfjährigen Aufenthalt in Rom von 1827 bis 1833. Nach seiner Rückkehr etablierte er sich als Porträt- und Genremaler. Er beteiligte sich an der stereochromen Ausmalung der Schlosskapelle des Berliner Stadtschlosses und an den Heldengemälden im Nordkuppelsaal des Neuen Museums. 1854 wurde er Professor und Mitglied der Berliner Akademie.
August Ferdinand Hopfgarten starb am 26. Juli 1896 im Alter von 89 Jahren in Berlin und wurde auf dem dortigen Domfriedhof I an der Liesenstraße beigesetzt. Das Grab ist nicht erhalten geblieben.

## Werke
- Kuppelfresken in der Russisch-Orthodoxen Kirche, der Grabkapelle der russischen Großfürstin Elisabeth Michailovna, Frau von Herzog Adolf von Nassau, Wiesbaden[2]
- 1835 Beteiligung an der stereochromen Ausmalung  der Schlosskapelle, des Berliner Stadtschlosses
- 1846–1852 Heldenbilder im Nordkuppelsaal des Neuen Museums mit Eduard Daege, Eduard Steinbrück und Adolf Schmidt (Herkules bezwingt die goldbekrönte Hirschkuh von Kerynea, Bellerophon auf Pegasus tötet die Chimära, Perseus befreit Andromeda, Theseus tötet den Minotaurus)
- Schwäne fütternde Mädchen
- 1827–1829 Boas und Ruth, Öl auf Leinwand, 123 × 93,5 cm, Nationalgalerie Berlin
- Räuberische Sarazenen
- 1839 Tasso vor Eleonora d’Este, Öl auf Leinwand, 94,5 × 78,5 cm, Nationalgalerie in Berlin
- Arminia sucht ihre Geliebten unter den Hirten (nach Tasso)
- Die Rosen der heiligen Elisabeth